# Leichtathletik-U18-Weltmeisterschaften
Die Leichtathletik-U18-Weltmeisterschaften, bis November 2015 Jugendweltmeisterschaften, (offizielle Bezeichnung: World Athletics U18 Championships, vorm.: IAAF World U18 Championships und IAAF World Youth Championships) waren die Weltmeisterschaften für Leichtathleten unter 18 Jahren (U18) und wurden von 1999 bis 2017 alle zwei Jahre im Juli vom Leichtathletikweltverband World Athletics ausgerichtet. Sie fanden jeweils in den ungeraden Jahren statt und wechselten sich dabei mit der in den geraden Jahren veranstalteten U20-Weltmeisterschaften (für Sportler unter 20 Jahren) ab. Der Leichtathletikweltverband beschloss auf seinem Council Meeting in Rio de Janeiro am 20. August 2016 die Wettkämpfe einzustellen, aber mit den Kontinentalverbänden weiter zu besprechen, wie die zukünftige Meisterschaftsstruktur für die U18 aussehen soll. Problematisch wurde die frühe Spezialisierung der Sportler gesehen.

## Teilnahmebedingungen
Zu den Leichtathletik-Jugendweltmeisterschaften werden Sportler zugelassen, die am 31. Dezember des jeweiligen Wettkampfjahres 16 oder 17 Jahre alt sind. Somit können 15- bis 17-Jährige, abhängig von ihrem Geburtstag, an den Weltmeisterschaften teilnehmen.
Um die körperliche Belastung während der Weltmeisterschaften zu begrenzen, gelten Einschränkungen für die Anzahl der Disziplinen, in denen ein Sportler teilnimmt. Im Unterschied zu den Erwachsenenwettkämpfen werden Ausdauerwettbewerbe auf kürzeren Strecken ausgetragen, die Hürden haben eine geringere Höhe und die Wettkampfgeräte der Jungen in den Wurfdisziplinen sind leichter.

## Disziplinen
- Sprint: 100 m, 200 m, 400 m
- Lauf: 800 m, 1500 m, 3000 m
- Hürdenlauf
Mädchen: 100 m Hürden (76,2 cm Hürdenhöhe)
Jungen: 110 m Hürden (91,4 cm Hürdenhöhe)
Jungen und Mädchen: 400 m Hürden (Hürdenhöhe: 83,8 für Jungen, 76,2 cm für Mädchen)
- 2000 m Hindernis
- Sprintstaffel: 100 m – 200 m – 300 m – 400 m
- Gehen
Jungen: 10.000 m Bahngehen
Mädchen: 5000 m Bahngehen
- Sprung: Hochsprung, Weitsprung, Stabhochsprung, Dreisprung
- Wurf: (für Jungen leichtere Geräte als bei den Erwachsenen) Diskuswurf (Jungen: 1,5-kg-Diskus), Kugelstoßen (Jungen: 5-kg-Kugel), Hammerwurf (Jungen: 5-kg-Hammer), Speerwurf (Jungen: 700-g-Speer)
- Mehrkampf:
Mädchen: Siebenkampf
Jungen: seit 2015 Zehnkampf, bis 2014: Achtkampf (Disziplinen: 100 m, Weitsprung, Kugelstoßen, 400 m; 110 m Hürden, Hochsprung, Speerwurf, 1000 m)

## Übersicht
| Jahr | Stadt      | Land       | Datum            |
| ---- | ---------- | ---------- | ---------------- |
| 1999 | Bydgoszcz  | Polen      | 16. bis 18. Juli |
| 2001 | Debrecen   | Ungarn     | 12. bis 15. Juli |
| 2003 | Sherbrooke | Kanada     | 09. bis 13. Juli |
| 2005 | Marrakesch | Marokko    | 13. bis 17. Juli |
| 2007 | Ostrava    | Tschechien | 11. bis 15. Juli |
| 2009 | Brixen     | Italien    | 09. bis 12. Juli |
| 2011 | Lille      | Frankreich | 06. bis 10. Juli |
| 2013 | Donezk     | Ukraine    | 10. bis 14. Juli |
| 2015 | Cali       | Kolumbien  | 15. bis 19. Juli |
| 2017 | Nairobi    | Kenia      | 12. bis 16. Juli |

## Meisterschaftsrekorde

### Männer
| Disziplin              | Rekord             | Athlet                                                      | Herkunft            | Datum         | Ort        |
| ---------------------- | ------------------ | ----------------------------------------------------------- | ------------------- | ------------- | ---------- |
| 100 m                  | 10,28 s (−0,4 m/s) | Abdul Hakim Sani Brown                                      | Japan               | 15. Juli 2015 | Cali       |
| 200 m                  | 20,34 s (−0,7 m/s) | Abdul Hakim Sani Brown                                      | Japan               | 19. Juli 2015 | Cali       |
| 400 m                  | 45,24 s            | Kirani James                                                | Grenada             | 10. Juli 2009 | Brixen     |
| 800 m                  | 1:44,08 min        | Leonard Kirwa Kosencha                                      | Kenia               | 9. Juli 2011  | Lille      |
| 1500 m                 | 3:36,38 min        | Kumari Taki                                                 | Kenia               | 17. Juli 2015 | Cali       |
| 3000 m                 | 7:40,10 min        | William Malel Sitonik                                       | Kenia               | 10. Juli 2011 | Lille      |
| 110 m Hürden (91,4 cm) | 13,04 s (+0,1 m/s) | De’Jour Russell                                             | Jamaika             | 14. Juli 2017 | Nairobi    |
| 400 m Hürden (84 cm)   | 49,01 s            | William Wynne                                               | Vereinigte Staaten  | 15. Juli 2007 | Ostrava    |
| 2000 m Hindernis       | 5:19,99 min        | Meresa Kahsay                                               | Äthiopien           | 12. Juli 2013 | Donezk     |
| Sprintstaffel          | 1:49,23 min        | Waseem Williams Michael O’Hara Okeen Williams Martin Manley | Jamaika             | 14. Juli 2013 | Donezk     |
| 10.000 m Bahngehen     | 40:51,31 min       | Pawel Parschin                                              | Russland            | 9. Juli 2011  | Lille      |
| Hochsprung             | 2,27 m             | Huang Haiqiang                                              | Volksrepublik China | 16. Juli 2005 | Marrakesch |
| Stabhochsprung         | 5,30 m             | Armand Duplantis                                            | Schweden            | 19. Juli 2015 | Cali       |
| Stabhochsprung         | 5,30 m             | Wladyslaw Malychin                                          | Ukraine             | 19. Juli 2015 | Cali       |
| Weitsprung             | 8,05 m (+0,5 m/s)  | Maykel Demetrio Massó                                       | Kuba                | 16. Juli 2015 | Cali       |
| Dreisprung             | 17,30 m (+0,6 m/s) | Jordan A. Díaz                                              | Kuba                | 14. Juli 2017 | Nairobi    |
| Kugelstoßen (5 kg)     | 24,35 m            | Jacko Gill                                                  | Neuseeland          | 7. Juli 2011  | Lille      |
| Diskuswurf (1,5 kg)    | 70,67 m            | Mykyta Nesterenko                                           | Ukraine             | 13. Juli 2007 | Ostrava    |
| Hammerwurf (5 kg)      | 84,91 m            | Hlib Piskunow                                               | Ukraine             | 17. Juli 2015 | Cali       |
| Speerwurf (700 g)      | 83,16 m            | Morné Moolman                                               | Südafrika           | 9. Juli 2011  | Lille      |
| Achtkampf              | 6491 Punkte        | Jake Stein                                                  | Australien          | 7. Juli 2011  | Lille      |
| Zehnkampf              | 8002 Punkte        | Niklas Kaul                                                 | Deutschland         | 16. Juli 2015 | Cali       |

### Frauen
| Disziplin              | Rekord             | Athletin                                                           | Herkunft            | Datum         | Ort        |
| ---------------------- | ------------------ | ------------------------------------------------------------------ | ------------------- | ------------- | ---------- |
| 100 m                  | 11,08 s (0,0 m/s)  | Candace Hill                                                       | Vereinigte Staaten  | 16. Juli 2015 | Cali       |
| 200 m                  | 22,43 s (−0,7 m/s) | Candace Hill                                                       | Vereinigte Staaten  | 19. Juli 2015 | Cali       |
| 400 m                  | 51,19 s            | Nawal El Jack                                                      | Sudan               | 15. Juli 2005 | Marrakesch |
| 800 m                  | 2:01,13 min        | Aníta Hinriksdóttir                                                | Island              | 14. Juli 2013 | Donezk     |
| 1500 m                 | 4:09,48 min        | Faith Kipyegon                                                     | Kenia               | 9. Juli 2011  | Lille      |
| 3000 m                 | 8:53,94            | Mercy Cherono                                                      | Kenia               | 11. Juli 2007 | Ostrava    |
| 100 m Hürden (76,2 cm) | 12,94 s (0,0 m/s)  | Yanique Thompson                                                   | Jamaika             | 11. Juli 2013 | Donezk     |
| 400 m Hürden           | 55,94 s            | Sydney McLaughlin                                                  | Vereinigte Staaten  | 18. Juli 2015 | Cali       |
| 2000 m Hindernis       | 6:11,83 min        | Korahubsh Itaa                                                     | Äthiopien           | 10. Juli 2009 | Brixen     |
| Sprintstaffel          | 2:03,42 min        | Christiana Williams Shericka Jackson Chrisanne Gordon Olivia James | Jamaika             | 10. Juli 2011 | Lille      |
| 5000 m Bahngehen       | 20:28,05 min       | Tatjana Kalmykowa                                                  | Russland            | 12. Juli 2007 | Ostrava    |
| Hochsprung             | 1,92 m             | Iryna Kowalenko                                                    | Ukraine             | 12. Juli 2003 | Sherbrooke |
| Hochsprung             | 1,92 m             | Jaroslawa Mahutschich                                              | Ukraine             | 14. Juli 2017 | Nairobi    |
| Stabhochsprung         | 4,35 m             | Vicky Parnov                                                       | Australien          | 14. Juli 2007 | Ostrava    |
| Weitsprung             | 6,47 m (+1,3 m/s)  | Darja Klischina                                                    | Russland            | 15. Juli 2007 | Ostrava    |
| Dreisprung             | 13,86 m (−0,6 m/s) | Cristine Spătaru                                                   | Rumänien            | 11. Juli 2003 | Sherbrooke |
| Kugelstoßen (3 kg)     | 20,14 m            | Emel Dereli                                                        | Türkei              | 11. Juli 2013 | Donezk     |
| Kugelstoßen (4 kg)     | 16,87 m            | Valerie Vili                                                       | Neuseeland          | 13. Juli 2001 | Debrecen   |
| Diskuswurf             | 56,34 m            | Xie Yuchen                                                         | Volksrepublik China | 10. Juli 2013 | Donezk     |
| Hammerwurf (3 kg)      | 73,20 m            | Réka Gyurátz                                                       | Ungarn              | 13. Juli 2013 | Donezk     |
| Hammerwurf (4 kg)      | 64,61 m            | Bianca Perie                                                       | Rumänien            | 14. Juli 2007 | Ostrava    |
| Speerwurf (500 g)      | 62,92 m            | Marisleisys Duarthe                                                | Kuba                | 16. Juli 2017 | Nairobi    |
| Speerwurf (600 g)      | 59,74 m            | Christin Hussong                                                   | Deutschland         | 7. Juli 2011  | Lille      |
| Siebenkampf bis 2013   | 5875 Punkte        | Tatjana Tschernowa                                                 | Russland            | 16. Juli 2005 | Marrakesch |
| Siebenkampf ab 2013    | 6037 Punkte        | Géraldine Ruckstuhl                                                | Schweiz             | 18. Juli 2015 | Cali       |

## Ewiger Medaillenspiegel
Insgesamt wurden bei Leichtathletik-U18-Weltmeisterschaften 393 Gold-, 693 Silber- und 692 Bronzemedaillen von Athleten für 90 Länder gewonnen. Die nachfolgende Tabelle enthält die 20 erfolgreichsten Nationen in lexikographischer Ordnung (Stand: nach den Leichtathletik-U18-Weltmeisterschaften 2017).
| Platz | Land                   | Gold | Silber | Bronze | Total |
| ----- | ---------------------- | ---- | ------ | ------ | ----- |
| 01    | Vereinigte Staaten     | 50   | 42     | 39     | 131   |
| 02    | Kenia                  | 47   | 45     | 25     | 117   |
| 03    | Volksrepublik China    | 28   | 24     | 13     | 65    |
| 04    | Russland               | 27   | 29     | 17     | 73    |
| 05    | Jamaika                | 22   | 17     | 19     | 58    |
| 06    | Deutschland            | 20   | 20     | 26     | 66    |
| 07    | Südafrika              | 18   | 16     | 15     | 49    |
| 08    | Kuba                   | 18   | 13     | 14     | 45    |
| 09    | Äthiopien              | 16   | 21     | 21     | 58    |
| 10    | Vereinigtes Königreich | 16   | 6      | 13     | 35    |
| 11    | Australien             | 14   | 13     | 12     | 39    |
| 12    | Frankreich             | 11   | 6      | 13     | 30    |
| 13    | Rumänien               | 10   | 4      | 10     | 24    |
| 14    | Ukraine                | 7    | 13     | 10     | 30    |
| 15    | Japan                  | 6    | 10     | 16     | 32    |
| 16    | Ungarn                 | 6    | 6      | 3      | 15    |
| 17    | Schweden               | 5    | 7      | 3      | 15    |
| 18    | Brasilien              | 4    | 4      | 7      | 15    |
| 19    | Katar                  | 4    | 4      | 2      | 10    |
| 20    | Polen                  | 3    | 9      | 4      | 16    |